# Friday Night in San Francisco
Friday Night in San Francisco ist ein Album von Al Di Meola, John McLaughlin und Paco de Lucía, das am 5. Dezember 1980 im Warfield Theatre von San Francisco aufgenommen und 1981 veröffentlicht wurde. Der kommerziell erfolgreiche Genre-Klassiker gilt als das bekannteste Live-Akustikgitarren-Album überhaupt.

## Entstehung des Albums
Bereits 1979 und 1980 unternahmen McLaughlin und de Lucia zusammen mit dem Gitarristen Larry Coryell eine Europatournee, deren Aufnahmen McLaughlin gerne veröffentlicht hätte. Seine Plattenfirma Columbia Records vertrat allerdings die Ansicht, dass Coryell als Gitarrist zu unbekannt war, als dass ein Album mit ihm als Beteiligtem veröffentlicht werden sollte. Zudem konnte sich Coryell aufgrund privater Probleme nicht für eine Veröffentlichung einsetzen. Als 1980 die Tournee in Amerika fortgesetzt wurde, ersetzte McLaughlin Coryell durch Di Meola.
Die Aufnahme von Friday Night in San Francisco entstand am 5. Dezember 1980 live im Warfield Theatre in San Francisco. „Vom Publikum enthusiastisch angefeuert, will jeder die unglaublichsten Sachen spielen. Kaum hat einer geendet, ist der nächste dran, der sich unter dem Druck des Vorangegangenen bewähren muss.“
Ungewöhnlich ist die produktionstechnische Positionierung der drei Gitarristen im Stereobild: Zur besseren Beobachtung der einzelnen Spieler wurden sie weit voneinander entfernt im Stereobild platziert, wobei John McLaughlin bei den Trioaufnahmen in der Mitte zu hören ist. Des Weiteren fängt die Aufnahme die Stimmung des Publikums ein, das besonders gelungene Passagen der Darbietungen mit Szenenapplaus und Jubel quittierte, was bei klassischen Akustikgitarren-Konzerten eher unüblich ist.
Die insgesamt fünf Titel auf dem Album enthalten ausladende, improvisierte Passagen, in denen das Trio vereinzelt andere Musiktitel und -stile ironisch zitiert. So verfallen McLaughlin und Di Meola kurzzeitig in eine improvisierte Version vom Pink Panther Theme von Henry Mancini oder spielen ein Blues-Schema. Auch das James Bond Theme von Monty Norman wird kurz angespielt.
Der erste Titel des Albums, Mediterranean Sundance (Musik und Text: Al Di Meola), wird als Duo von Paco de Lucía und Al Di Meola gespielt und war (in etwas unterschiedlicher Form) bereits auf Elegant Gypsy veröffentlicht worden.

## Veröffentlichungsgeschichte
Die Aufnahme wurde 1981 zunächst als LP und MC veröffentlicht; im selben Jahr erschienen in den USA und in Japan audiophile Pressungen mit Half-Speed-Mastering. 1982 erschien das Album erstmals auf CD, 2007 erstmals auf Super Audio CD. Weltweit hat sich das Album über 2 Millionen Mal verkauft; es wurde so zum kommerziell erfolgreichsten Akustik-Gitarren-Album aller Zeiten.

## Besetzung
- Al Di Meola: Stahlsaiten-Akustikgitarre
- John McLaughlin: Nylonsaiten-Akustikgitarre
- Paco de Lucía: spanische Nylonsaiten-Akustik-Konzertgitarre

## Titelliste

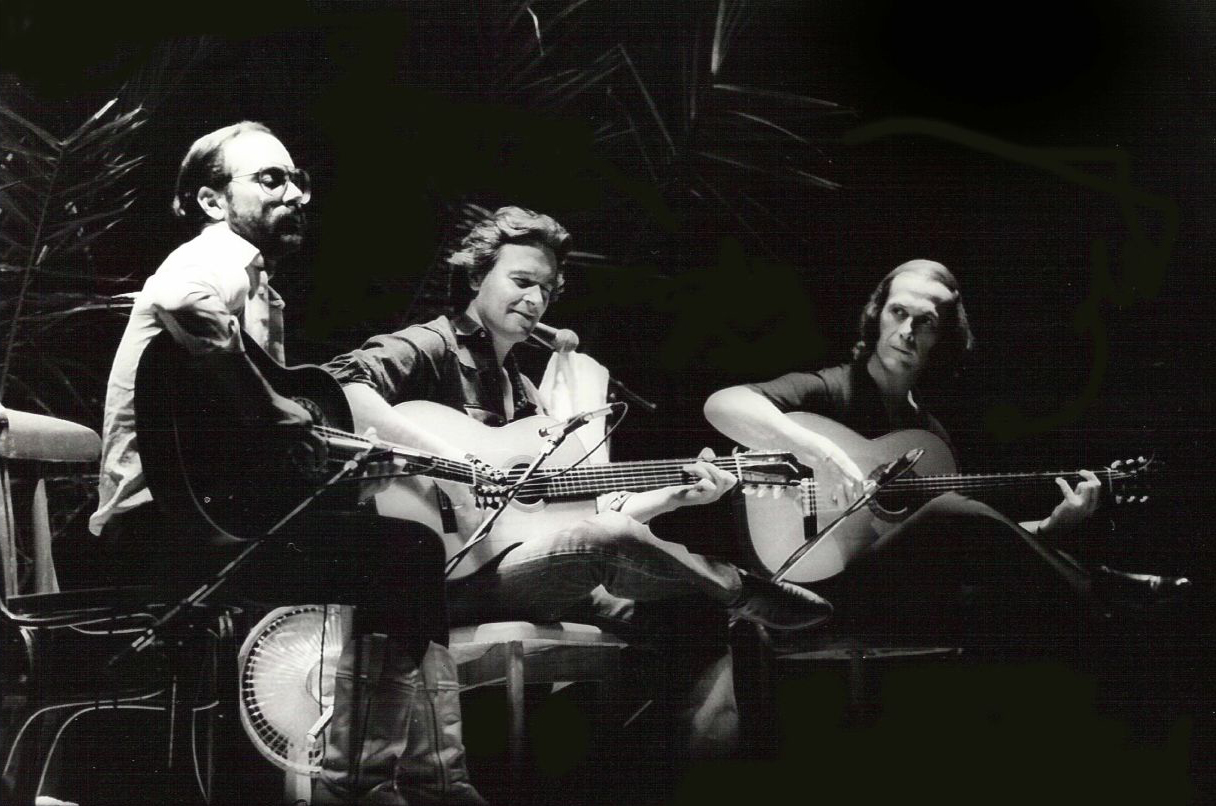
Al Di Meola, John McLaughlin und Paco de Lucía in Barcelona

1. Mediterranean Sundance / Rio Ancho (Al Di Meola/Paco de Lucía) (11:27) – Paco de Lucía & Al Di Meola
2. Short Tales of the Black Forest (Chick Corea) (8:41) – John McLaughlin & Al Di Meola
3. Frevo Rasgado (Egberto Gismonti) (7:52) – Paco de Lucía & John McLaughlin
4. Fantasia Suite (Al Di Meola) (8:42) – Paco de Lucía, John McLaughlin & Al Di Meola
5. Guardian Angel (John McLaughlin) (4:00) – Paco de Lucía, John McLaughlin & Al Di Meola (Studioaufnahme)

## Rezeption
Friday Night in San Francisco war im Jahr 1981 „ein völlig überraschender und gigantischer Verkaufserfolg.“ Auch viele Nichtgitarristen fanden Gefallen an dem Album.
„Dieses lockere und spontane Live-Album“ dokumentiere ein seltenes „Gipfeltreffen“ von drei der besten Gitarristen; die drei Musiker seien auf dem Höhepunkt ihres Könnens. Alles in allem, so meint Daniel Gioffre bei AllMusic, sei Friday Night in San Francisco ein fantastisches Album und einer der besten Einträge in den hervorragenden Diskographien dieser Künstler.
Thomas Haak verweist allerdings im NDR darauf, dass vorrangig Duostücke und nur zwei Triostücke auf dem Album dokumentiert wurden; das hänge damit zusammen, dass das Verhältnis der drei Musiker – insbesondere jenes zwischen Al di Meola und John McLaughlin – „nicht frei von Spannungen und Rivalitäten ist“. Für die nächsten vier Jahrzehnte sei daher der Mitschnitt der drei Musiker vom darauf folgenden Abend nicht veröffentlicht worden, der 2022 als Saturday Night in San Francisco erschien.
Die Kritiker hätten in der Vergangenheit alle das Album in der Regel sehr hoch bewertet. Musikalisch überzeuge die Mischung aus Flamenco und Jazz in ihrer technisch brillanten Ausführung praktisch jeden, meint rezensator.de. „Di Meola, De Lucia und McLaughlin bieten dem Hörer hochklassige Gitarrenkunst an. Die Performance ist Spitzenklasse;“ an ihr gäbe es nichts auszusetzen. „Trotz der Länge und rein instrumentalen Auslegung wird das Album selten langweilig, die Jungs lockern die Songs immer mal wieder mit kleinen Spässchen auf.“ Für Gitarrenfans sei das Album ein Muss; aber auch Nichtgitarristen könnten an dem einen oder anderen Beitrag Gefallen finden. Das Album sei „eines der wichtigsten Werke der modernen instrumentalen Musik“.

## Transkriptionen
- A. Di Meola, J. McLaughlin, P. de Lucía: Friday Night in San Francisco. Hal Leonhard 1992, ISBN 0-7935-1246-8
- Wieland Harms: Al Di Meola, Mediterranean Sundance. In: Wieland Harms: The Unplugged Guitar Book 2. Gerig, 1996, ISBN 3-87252-250-7, S. 120–129.